# Lue (ort)
Lue är en ort i Australien. Den ligger i kommunen Mid-Western Regional och delstaten New South Wales, i den sydöstra delen av landet, omkring 180 kilometer nordväst om delstatshuvudstaden Sydney. Antalet invånare är 813.
Trakten runt Lue är nära nog obefolkad, med mindre än två invånare per kvadratkilometer.. Det finns inga andra samhällen i närheten. 
I omgivningarna runt Lue växer huvudsakligen savannskog. Genomsnittlig årsnederbörd är 857 millimeter. Den regnigaste månaden är februari, med i genomsnitt 164 mm nederbörd, och den torraste är oktober, med 24 mm nederbörd.